# Campeonato Argentino de Mayores 1983
El Campeonato Argentino de Mayores de 1983 fue la trigésimo-novena edición del torneo de uniones regionales organizado por la Unión Argentina de Rugby. Se llevó a cabo entre el 1 y el 16 de octubre de 1983. La Unión de Rugby de Cuyo fue designada por segunda vez como sede de las fases finales del torneo, la última vez siendo en el Campeonato Argentino de 1971.
La Unión Tandilense de Rugby solicitó su desafiliación a la Unión Argentina de Rugby a fines de 1982 producto de su situación deportiva e institucional. La misma dejó de participar del torneo una vez concretada su desafiliación y disolución en 1983.
La Unión de Rugby de Cuyo alcanzó la final del torneo por cuarta vez en su historia, cayendo nuevamente ante el seleccionado de Buenos Aires, la cual consiguió su vigésimo-primer título.

## Equipos participantes
Participaron de esta edición dieciocho equipos: diecisiete uniones provinciales y la Unión Argentina de Rugby, representada por el seleccionado de Buenos Aires. 
| Equipo              | Unión                                                |
| ------------------- | ---------------------------------------------------- |
| Alto Valle          | Unión de Rugby del Alto Valle de Río Negro y Neuquén |
| Austral             | Unión de Rugby Austral                               |
| Buenos Aires        | Unión Argentina de Rugby                             |
| Chubut              | Unión de Rugby del Valle del Chubut                  |
| Córdoba             | Unión Cordobesa de Rugby                             |
| Cuyo                | Unión de Rugby de Cuyo                               |
| Entre Ríos          | Unión Entrerriana de Rugby                           |
| Jujuy               | Unión Jujeña de Rugby                                |
| Mar del Plata       | Unión de Rugby de Mar del Plata                      |
| Misiones            | Unión de Rugby de Misiones                           |
| Nordeste            | Unión de Rugby del Nordeste                          |
| Rosario             | Unión de Rugby de Rosario                            |
| Salta               | Unión de Rugby de Salta                              |
| San Juan            | Unión Sanjuanina de Rugby                            |
| Santa Fe            | Unión Santafesina de Rugby                           |
| Santiago del Estero | Unión Santiagueña de Rugby                           |
| Sur                 | Unión de Rugby del Sur                               |
| Tucumán             | Unión de Rugby de Tucumán                            |

## Eliminatoria
Se disputó un encuentro eliminatorio para definir la clasificación a la Zona 4.
| 2 de octubre | Austral | 9 - 3   | Chubut |                                           |                                           |
|              |         | Reporte |        | Árbitro(s): Manuel A. de Gonzalo (U.A.R.) | Árbitro(s): Manuel A. de Gonzalo (U.A.R.) |

## Primera fase

### Zona 1
La Unión de Rugby del Nordeste actuó como sede de la Zona 1.
|  | Semifinales  | Semifinales  | Semifinales  |         |          | Final        | Final        | Final        |  |
|  | 1 de octubre | 1 de octubre | 1 de octubre |         |          | 2 de octubre | 2 de octubre | 2 de octubre |  |
|  |              |              |              |         |          |              |              |              |  |
|  |              |              |              |         |          |              |              |              |  |
|  | Nordeste     | Nordeste     | 34           |         |          |              |              |              |  |
|  | Nordeste     | Nordeste     | 34           |         |          |              |              |              |  |
|  | Jujuy        | Jujuy        | 0            |         |          |              |              |              |  |
|  | Jujuy        | Jujuy        | 0            |         | Nordeste | Nordeste     | 0            |              |  |
|  |              |              |              |         | Nordeste | Nordeste     | 0            |              |  |
|  |              |              | Tucumán      | Tucumán | 32       |              |              |              |  |
|  | Tucumán      | Tucumán      | Tucumán      | Tucumán | 32       | 60           |              |              |  |
|  | Tucumán      | Tucumán      |              |         |          | 60           |              |              |  |
|  | Misiones     | Misiones     | 10           |         |          | Tercer lugar | Tercer lugar | Tercer lugar |  |
|  | Misiones     | Misiones     | 10           |         |          | Tercer lugar | Tercer lugar | Tercer lugar |  |
|  |              |              |              |         |          |              |              |              |  |
|  |              |              |              |         |          | Jujuy        | Jujuy        | 0            |  |
|  |              |              |              |         |          | Jujuy        | Jujuy        | 0            |  |
|  |              |              |              |         |          | Misiones     | Misiones     | 24           |  |
|  |              |              |              |         |          | Misiones     | Misiones     | 24           |  |
|  |              |              |              |         |          |              |              |              |  |

| 1 de octubre | Nordeste | 34 - 0  | Jujuy | Resistencia,                                        |                                                     |
|              |          | Reporte |       | Árbitro(s): Raúl Embon (Unión Entrerriana de Rugby) | Árbitro(s): Raúl Embon (Unión Entrerriana de Rugby) |

| 1 de octubre | Tucumán | 60 - 10 | Misiones | Resistencia,                                               |                                                            |
|              |         | Reporte |          | Árbitro(s): Alejandro Gaspari (Unión Santafesina de Rugby) | Árbitro(s): Alejandro Gaspari (Unión Santafesina de Rugby) |

| 2 de octubre | Jujuy | 0 - 24  | Misiones | Resistencia,                                        |                                                     |
|              |       | Reporte |          | Árbitro(s): Raúl Embon (Unión Entrerriana de Rugby) | Árbitro(s): Raúl Embon (Unión Entrerriana de Rugby) |

| 2 de octubre | Nordeste | 0 - 32  | Tucumán | Resistencia,                                               |                                                            |
|              |          | Reporte |         | Árbitro(s): Alejandro Gaspari (Unión Santafesina de Rugby) | Árbitro(s): Alejandro Gaspari (Unión Santafesina de Rugby) |

### Zona 2
La Unión Cordobesa de Rugby actuó como sede de la Zona 2.
|  | Semifinales     | Semifinales     | Semifinales  |       |         | Final           | Final           | Final        |  |
|  | 1 de octubre    | 1 de octubre    | 1 de octubre |       |         | 2 de octubre    | 2 de octubre    | 2 de octubre |  |
|  |                 |                 |              |       |         |                 |                 |              |  |
|  |                 |                 |              |       |         |                 |                 |              |  |
|  | Córdoba         | Córdoba         | 24           |       |         |                 |                 |              |  |
|  | Córdoba         | Córdoba         | 24           |       |         |                 |                 |              |  |
|  | San Juan        | San Juan        | 12           |       |         |                 |                 |              |  |
|  | San Juan        | San Juan        | 12           |       | Córdoba | Córdoba         | 57              |              |  |
|  |                 |                 |              |       | Córdoba | Córdoba         | 57              |              |  |
|  |                 |                 | Salta        | Salta | 4       |                 |                 |              |  |
|  | Sgo. del Estero | Sgo. del Estero | Salta        | Salta | 4       | 19              |                 |              |  |
|  | Sgo. del Estero | Sgo. del Estero |              |       |         | 19              |                 |              |  |
|  | Salta           | Salta           | 27           |       |         | Tercer lugar    | Tercer lugar    | Tercer lugar |  |
|  | Salta           | Salta           | 27           |       |         | Tercer lugar    | Tercer lugar    | Tercer lugar |  |
|  |                 |                 |              |       |         |                 |                 |              |  |
|  |                 |                 |              |       |         | San Juan        | San Juan        | 19           |  |
|  |                 |                 |              |       |         | San Juan        | San Juan        | 19           |  |
|  |                 |                 |              |       |         | Sgo. del Estero | Sgo. del Estero | 9            |  |
|  |                 |                 |              |       |         | Sgo. del Estero | Sgo. del Estero | 9            |  |
|  |                 |                 |              |       |         |                 |                 |              |  |

| 1 de octubre | Córdoba | 24 - 12 | San Juan | Córdoba,                                           |                                                    |
|              |         | Reporte |          | Árbitro(s): Carlos Navesi (Unión de Rugby de Cuyo) | Árbitro(s): Carlos Navesi (Unión de Rugby de Cuyo) |

| 1 de octubre | Santiago del Estero | 19 - 27 | Salta | Córdoba,                                                |                                                         |
|              |                     | Reporte |       | Árbitro(s): Jorge Niel Puig (Unión de Rugby de Tucumán) | Árbitro(s): Jorge Niel Puig (Unión de Rugby de Tucumán) |

| 2 de octubre | San Juan | 19 - 9  | Santiago del Estero | Córdoba,                                                |                                                         |
|              |          | Reporte |                     | Árbitro(s): Jorge Niel Puig (Unión de Rugby de Tucumán) | Árbitro(s): Jorge Niel Puig (Unión de Rugby de Tucumán) |

| 2 de octubre | Córdoba | 57 - 4  | Salta | Córdoba,                                           |                                                    |
|              |         | Reporte |       | Árbitro(s): Carlos Navesi (Unión de Rugby de Cuyo) | Árbitro(s): Carlos Navesi (Unión de Rugby de Cuyo) |

### Zona 3
La Unión Entrerriana de Rugby actuó como sede de la Zona 3.
|  | Semifinales   | Semifinales   | Semifinales  |         |            | Final         | Final         | Final        |  |
|  | 8 de octubre  | 8 de octubre  | 8 de octubre |         |            | 9 de octubre  | 9 de octubre  | 9 de octubre |  |
|  |               |               |              |         |            |               |               |              |  |
|  |               |               |              |         |            |               |               |              |  |
|  | Entre Ríos    | Entre Ríos    | 21           |         |            |               |               |              |  |
|  | Entre Ríos    | Entre Ríos    | 21           |         |            |               |               |              |  |
|  | Santa Fe      | Santa Fe      | 9            |         |            |               |               |              |  |
|  | Santa Fe      | Santa Fe      | 9            |         | Entre Ríos | Entre Ríos    | 9             |              |  |
|  |               |               |              |         | Entre Ríos | Entre Ríos    | 9             |              |  |
|  |               |               | Rosario      | Rosario | 24         |               |               |              |  |
|  | Mar del Plata | Mar del Plata | Rosario      | Rosario | 24         | 22            |               |              |  |
|  | Mar del Plata | Mar del Plata |              |         |            | 22            |               |              |  |
|  | Rosario       | Rosario       | 36           |         |            | Tercer lugar  | Tercer lugar  | Tercer lugar |  |
|  | Rosario       | Rosario       | 36           |         |            | Tercer lugar  | Tercer lugar  | Tercer lugar |  |
|  |               |               |              |         |            |               |               |              |  |
|  |               |               |              |         |            | Santa Fe      | Santa Fe      | 18           |  |
|  |               |               |              |         |            | Santa Fe      | Santa Fe      | 18           |  |
|  |               |               |              |         |            | Mar del Plata | Mar del Plata | 37           |  |
|  |               |               |              |         |            | Mar del Plata | Mar del Plata | 37           |  |
|  |               |               |              |         |            |               |               |              |  |

| 8 de octubre | Entre Ríos | 21 - 9  | Santa Fe | Entre Ríos,                                          |                                                      |
|              |            | Reporte |          | Árbitro(s): Roque Daneri (Unión de Rugby de Tucumán) | Árbitro(s): Roque Daneri (Unión de Rugby de Tucumán) |

| 8 de octubre | Mar del Plata | 22 - 36 | Rosario | Entre Ríos,                                            |                                                        |
|              |               | Reporte |         | Árbitro(s): Néstor A. Tula (Unión Sanjuanina de Rugby) | Árbitro(s): Néstor A. Tula (Unión Sanjuanina de Rugby) |

| 9 de octubre | Santa Fe | 18 - 37 | Mar del Plata | Entre Ríos,                                            |                                                        |
|              |          | Reporte |               | Árbitro(s): Néstor A. Tula (Unión Sanjuanina de Rugby) | Árbitro(s): Néstor A. Tula (Unión Sanjuanina de Rugby) |

| 9 de octubre | Entre Ríos | 9 - 24  | Rosario | Entre Ríos,                                          |                                                      |
|              |            | Reporte |         | Árbitro(s): Roque Daneri (Unión de Rugby de Tucumán) | Árbitro(s): Roque Daneri (Unión de Rugby de Tucumán) |

### Zona 4
La Unión de Rugby del Sur actuó como sede de la Zona 5.
|  | Semifinales  | Semifinales  | Semifinales  |              |    | Final        | Final        | Final        |  |
|  | 8 de octubre | 8 de octubre | 8 de octubre |              |    | 9 de octubre | 9 de octubre | 9 de octubre |  |
|  |              |              |              |              |    |              |              |              |  |
|  |              |              |              |              |    |              |              |              |  |
|  | Sur          | Sur          | w.o.         |              |    |              |              |              |  |
|  | Sur          | Sur          | w.o.         |              |    |              |              |              |  |
|  | Austral      |              |              |              |    |              |              |              |  |
|  |              | Sur          | Sur          | 9            |    |              |              |              |  |
|  |              |              |              | 9            |    |              |              |              |  |
|  |              |              | Buenos Aires | Buenos Aires | 56 |              |              |              |  |
|  | Buenos Aires | Buenos Aires | Buenos Aires | Buenos Aires | 56 | 86           |              |              |  |
|  | Buenos Aires | Buenos Aires |              |              |    | 86           |              |              |  |
|  | Alto Valle   | Alto Valle   | 9            |              |    |              |              |              |  |
|  | Alto Valle   | Alto Valle   | 9            |              |    |              |              |              |  |
|  |              |              |              |              |    |              |              |              |  |

| 8 de octubre | Buenos Aires | 86 - 9  | Alto Valle | Bahía Blanca,                                                   |                                                                 |
|              |              | Reporte |            | Árbitro(s): Augusto Gagliardi (Unión de Rugby de Mar del Plata) | Árbitro(s): Augusto Gagliardi (Unión de Rugby de Mar del Plata) |

| 9 de octubre | Sur | 9 - 56  | Buenos Aires | Bahía Blanca,                                                   |                                                                 |
|              |     | Reporte |              | Árbitro(s): Augusto Gagliardi (Unión de Rugby de Mar del Plata) | Árbitro(s): Augusto Gagliardi (Unión de Rugby de Mar del Plata) |

## Eliminatoria interzonal
El encuentro interzonal clasificatorio para las semifinales del torneo enfrentó a los ganadores las zonas 1 y 2, la Unión de Rugby de Tucumán y Unión Cordobesa de Rugby.
| 9 de octubre | Tucumán | 25 - 6  | Córdoba | Tucumán,                                                  |                                                           |
|              |         | Reporte |         | Árbitro(s): Miguel A. Peyrone (Unión de Rugby de Rosario) | Árbitro(s): Miguel A. Peyrone (Unión de Rugby de Rosario) |

## Fase Final
La Unión de Rugby de Cuyo clasificó directamente a semifinales por ser sede de las fases finales.
|  | Semifinales   | Semifinales   | Semifinales   |              |      | Final         | Final         | Final         |  |
|  | 15 de octubre | 15 de octubre | 15 de octubre |              |      | 16 de octubre | 16 de octubre | 16 de octubre |  |
|  |               |               |               |              |      |               |               |               |  |
|  |               |               |               |              |      |               |               |               |  |
|  | Cuyo          | Cuyo          | 19            |              |      |               |               |               |  |
|  | Cuyo          | Cuyo          | 19            |              |      |               |               |               |  |
|  | Tucumán       | Tucumán       | 12            |              |      |               |               |               |  |
|  | Tucumán       | Tucumán       | 12            |              | Cuyo | Cuyo          | 3             |               |  |
|  |               |               |               |              | Cuyo | Cuyo          | 3             |               |  |
|  |               |               | Buenos Aires  | Buenos Aires | 52   |               |               |               |  |
|  | Rosario       | Rosario       | Buenos Aires  | Buenos Aires | 52   | 16            |               |               |  |
|  | Rosario       | Rosario       |               |              |      | 16            |               |               |  |
|  | Buenos Aires  | Buenos Aires  | 46            |              |      | Tercer lugar  | Tercer lugar  | Tercer lugar  |  |
|  | Buenos Aires  | Buenos Aires  | 46            |              |      | Tercer lugar  | Tercer lugar  | Tercer lugar  |  |
|  |               |               |               |              |      |               |               |               |  |
|  |               |               |               |              |      | Tucumán       | Tucumán       | 34            |  |
|  |               |               |               |              |      | Tucumán       | Tucumán       | 34            |  |
|  |               |               |               |              |      | Rosario       | Rosario       | 29            |  |
|  |               |               |               |              |      | Rosario       | Rosario       | 29            |  |
|  |               |               |               |              |      |               |               |               |  |

### Semifinales
| 15 de octubre | Cuyo | 19 - 12 | Tucumán | Mendoza,                             |                                      |
|               |      | Reporte |         | Árbitro(s): Roberto Magnani (U.A.R.) | Árbitro(s): Roberto Magnani (U.A.R.) |

| 15 de octubre | Rosario | 16 - 46 | Buenos Aires | Mendoza,                                                      |                                                               |
|               |         | Reporte |              | Árbitro(s): Manuel Peralta Ramírez (Unión Cordobesa de Rugby) | Árbitro(s): Manuel Peralta Ramírez (Unión Cordobesa de Rugby) |

### Tercer puesto
| 16 de octubre | Tucumán | 34 - 29 | Rosario | Mendoza,                             |                                      |
|               |         | Reporte |         | Árbitro(s): Roberto Magnani (U.A.R.) | Árbitro(s): Roberto Magnani (U.A.R.) |

### Final
| 16 de octubre | Cuyo | 3 - 52  | Buenos Aires | Mendoza,                                                      |                                                               |
|               |      | Reporte |              | Árbitro(s): Manuel Peralta Ramírez (Unión Cordobesa de Rugby) | Árbitro(s): Manuel Peralta Ramírez (Unión Cordobesa de Rugby) |

|                        |
| Buenos Aires           |
| Vigésimo-primer título |